# ماینتسوکلی
ماینتسوکلی (به لاتین: Maintsokely) یک منطقهٔ مسکونی در ماداگاسکار است که در آندیلامنا واقع شده‌است. ماینتسوکلی ۴٬۰۰۰ نفر جمعیت دارد و ۴۵۹ متر بالاتر از سطح دریا واقع شده‌است.